# Orden (Religion)

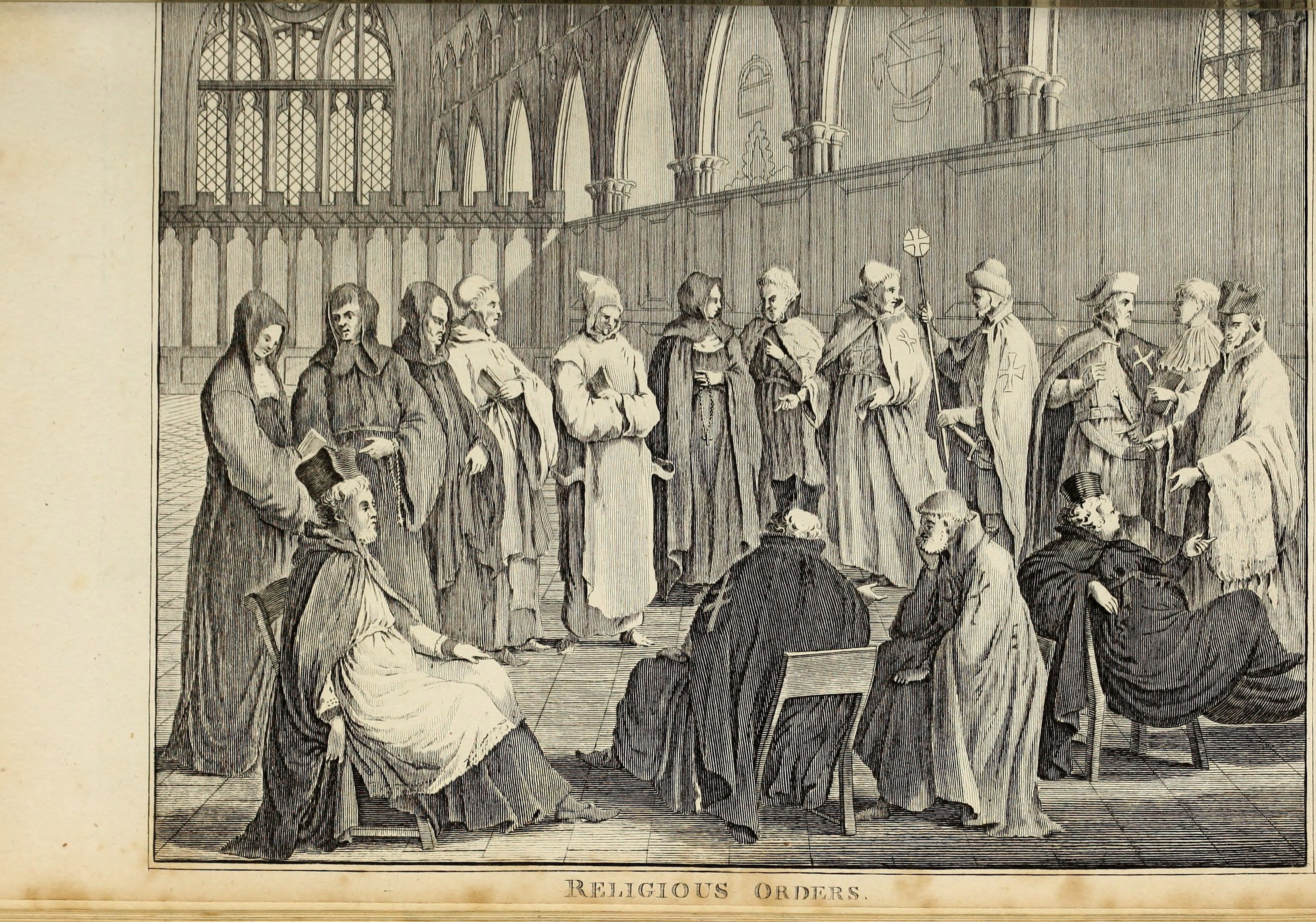
Vertreter verschiedener Orden bei einer Visitation auf Geheiß Heinrichs XVIII., 1535

Kirchenrechtlich werden die alten Orden, in denen die Ordensmitglieder feierliche Gelübde ablegen, in der römisch-katholischen Kirche von den später gegründeten Kongregationen unterschieden, deren Mitglieder einfache Gelübde ablegen und in der Regel nicht in der Klausur eines Klosters leben.
Orden sind dabei solche, die älter als 700 Jahre sind. Hierzu zählen die monastischen Orden, geistliche Ritterorden, Bettelorden und Regularkanoniker. Die Mitglieder von Kongregationen werden als Ordensschwestern oder, wenn sie nicht Kleriker sind, als Ordensbrüder bezeichnet. Angehörige der monastischen Orden sind dagegen Mönche oder Nonnen. Regularkanoniker nennt man Chorherren.
Im Codex Iuris Canonici (CIC) von 1917 wurde zwischen Orden und Kongregationen unterschieden. Im CIC von 1983 wird diese Unterscheidung nicht mehr ausdrücklich angeführt. Orden und Kongregationen werden nun einheitlich als Ordensinstitute bezeichnet; diesbezügliche Regelungen finden sich in den Canones 607–709. Zusammen mit den Säkularinstituten (Cann. 710–730) bilden sie die Institute des geweihten Lebens (Cann. 573–606).